# Hacısəmədli
Hacısəmədli è un comune dell'Azerbaigian situato nel distretto di Ağsu. Conta una popolazione di 431 abitanti.